# ビザンチウム (映画)
『ビザンチウム』（原題: Byzantium）は、2012年制作のイギリス・アイルランド・アメリカ合衆国のファンタジー・スリラー映画。R15指定。
吸血鬼の母娘を主人公としたモイラ・バフィーニ作の舞台劇をニール・ジョーダン監督、シアーシャ・ローナン主演で映画化。
タイトルの「ビザンチウム」とは売春宿の名前であり、イスタンブールの旧名とは関係ない。

## あらすじ
放浪生活を送る16歳の少女エレノアと8歳年上のクララが、海辺のリゾート地を訪れる。若いウェイターのフランクと知り合ったエレノアは彼に自分に似た孤独を感じ、親近感を抱く。一方、クララは内気な青年ノエルを言葉巧みに丸め込んでいた。クララは彼が唯一の肉親である母から相続した老朽化したゲストハウス「ビザンチウム」を改装して売春宿に仕立て、ポン引きの男を誘惑する。だが、クララとエレノアの真の姿は、人間の血を吸って生きる吸血鬼の母娘なのだ。
ある日エレノアは、自転車事故を起こしたフランクと再会。けがをした彼の様子をみて、エレノアはフランクが白血病である事を知る。フランクと心を通わせるにつれ、“自分たちの秘密を知った人間は抹殺する”という掟に良心の呵責を感じたエレノアは、自分の生い立ちを文章に綴る事でフランクに告白する決意をする。フランクは彼女の告白に動揺しながらも、エレノアへの愛を貫こうとするが、それに気づいたクララはフランクの命を狙う。
一方、クララが吸血鬼になるきっかけを作った“同盟”と呼ばれる不老不死の吸血鬼集団が2人に迫っていた。

## キャスト
※括弧内は日本語吹替
- エレノア - シアーシャ・ローナン（寿美菜子）
- クララ - ジェマ・アータートン（合田絵利）
- ダーヴェル - サム・ライリー（玉木雅士）
- ルヴェン - ジョニー・リー・ミラー（桂一雅）
- フランク - ケイレブ・ランドリー・ジョーンズ（森久保祥太郎）
- ノエル - ダニエル・メイズ（宮本崇弘）
- モラッグ - マリア・ドイル・ケネディ
- ギャレス - ウォーレン・ブラウン
- ワーナー - トゥーレ・リントハート（烏丸祐一）
- ケヴィン - トム・ホランダー ※クレジットなし